# قائمة البنوك في عمان
هذه قائمة بالبنوك في سلطنة عمان:
| اسم البنك            | نوعه        | الموقع الالكترني |
| -------------------- | ----------- | ---------------- |
| بنك ظفار             | محلي تجاري  | الموقع الرسمي    |
| بنك مسقط             | محلي تجاري  | الموقع الرسمي    |
| البنك الوطني العماني | محلي تجاري  | الموقع الرسمي    |
| بنك عمان العربي      | محلي تجاري  | الموقع الرسمي    |
| بنك صحار             | محلي تجاري  | الموقع الرسمي    |
| بنك HSBC عمان        | محلي تجاري  | الموقع الرسمي    |
| بنك الإسكان العماني  | حكومي متخصص | الموقع الرسمي    |
| بنك التنمية العماني  | حكومي متخصص | الموقع الرسمي    |
| بنك نزوى             | إسلامي      | الموقع الرسمي    |
| بنك العز الإسلامي    | إسلامي      | الموقع الرسمي    |
| بنك ملي إيران        | أجنبي تجاري | الموقع الرسمي    |
| بنك برودا            | أجنبي تجاري | الموقع الرسمي    |
| بنك صادرات إيران     | أجنبي تجاري | الموقع الرسمي    |
| حبيب بنك المحدود     | أجنبي تجاري | الموقع الرسمي    |
| بنك أبوظبي الوطني    | أجنبي تجاري | الموقع الرسمي    |
| بنك ستاندرد تشارترد  | أجنبي تجاري | الموقع الرسمي    |
| ستيت بنك أوف إنديا   | أجنبي تجاري |                  |
| بنك بيروت            | أجنبي تجاري |                  |
| بنك قطر الوطني       | أجنبي تجاري | الموقع الرسمي    |